# Karin Fossum

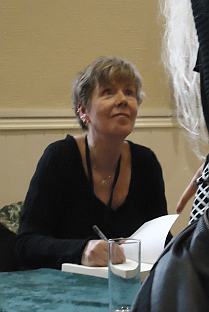
Karin Fossum, 2012

Karin Fossum (* 6. November 1954 in Sandefjord, Norwegen) ist eine norwegische Schriftstellerin. Bekannt wurde sie vor allem durch ihre Thriller mit Kommissar Konrad Sejer.

## Leben
Fossums literarische Karriere begann mit der Veröffentlichung von Gedichten und Erzählungen. Zwei schmale Gedichtbände waren ihre ersten beiden Bücher 1974 und 1978. Sie lebte in dieser Zeit vom Taxifahren. Danach bekam sie zwei Töchter und legte eine schriftstellerische Pause von 14 Jahren ein.
In den frühen 1990er Jahren brachte sie zwei Bände mit Kurzgeschichten heraus, I et annet lys (1992) und Søylen (1994).
In ihren Romanen verlässt sie öfters die Erzählstrukturen des klassischen Krimi-Genres, um die Spannung in die persönliche Entwicklung ihrer Hauptdarsteller zu verlagern.
Karin Fossum lebt am Tyrifjorden, einem großen Binnensee, in der Nähe von Oslo.
Ihre Romane wurden bislang in mehr als zwölf Sprachen übersetzt. Seit Mitte der 1990er Jahre sind 13 ihrer Bücher auf Deutsch erschienen und wurden von Gabriele Haefs für den Piper Verlag übersetzt. Das Deutschlandradio hat einige ihrer Krimis als Hörspiel produziert.
Fossums Werk zeichnet sich durch eine hohe literarische Qualität aus. So sieht sich Fossum auch selbst als Schriftstellerin, nicht als Krimi-Autorin. Die feine psychologische Handschrift, mit der sie ihre Figuren zeichnet, könnte teilweise aus ihrer zwischenzeitlichen beruflichen Erfahrung als Krankenschwester in der Psychiatrie ihren Ursprung haben.

## Auszeichnungen
- 1974: Tarjei-Vesaas-Debütantenpreis für Kanskje i morgen
- 1996: Riverton-Preis für Se deg ikke tilbake! (dt.: Fremde Blicke)
- 1997: Glasnyckel für Se deg ikke tilbake! (dt.: Fremde Blicke)
- 1997: Norwegischer Bokhandlerprisen für Den som frykter ulven (dt.: Wer hat Angst vorm bösen Wolf)
- 2000: Finnischer Krimipreis für die Kommissar-Sejer-Reihe
- 2002: Schwedischer Krimipreis – The Martin Beck Award für Svarta sekunder (dt.: Schwarze Sekunden. Original: Svarte sekunder)
- 2003: Cappelen-Preis
- 2007: Gumshoe Awards für When the Devil Holds the Candle (dt.: Dunkler Schlaf. Original: Djevelen holder lyset)
- 2008: Los Angeles Times Literary Award für The Indian Bride (dt.: Stumme Schreie. Original: Elskede Poona)
- 2014: Riverton-Preis für Helvetesilden (dt.: Höllenrose)

## Werke
Romane ohne deutsche Titel sind noch nicht übersetzt.

### Konrad-Sejer-Reihe
1. 1995: Evas Auge (Evas øye) ISBN 3-492-23859-9.
2. 1996: Fremde Blicke (Se deg ikke tilbake!) ISBN 3-492-23060-1.
3. 1997: Wer hat Angst vorm bösen Wolf (Den som frykter ulven) ISBN 3-492-23857-2.
4. 1998: Dunkler Schlaf (Djevelen holder lyset) ISBN 3-492-23979-X.
5. 2000: Stumme Schreie (Elskede Poona) ISBN 3-492-23702-9.
6. 2002: Schwarze Sekunden (Svarte sekunder) ISBN 3-492-04547-2.
7. 2002: Also, von mir aus (Jonas Eckel) ISBN 3-492-27084-0.
8. 2006: Der Mord an Harriet Krohn (Drapet på Harriet Krohn) ISBN 3-492-04803-X.
9. 2008: Wer anders liebt (Den som elsker noe annet) ISBN 978-3-492-04807-1.
10. 2011: Böser Wille (Den onde viljen) ISBN 978-3-492-27188-2.
11. 2013: Eine undankbare Frau (Varsleren) ISBN 978-3-8333-0908-3.
12. 2014: Schlafe, mein Prinzchen, schlaf ein (Carmen Zita og døden), Berlin Verlag, ISBN 978-3-8333-0993-9
13. 2017: Höllenrose (Helvetesilden, 2014) ISBN 978-3-492-31164-9.
14. 2019: Die Stille bringt den Tod, (Hviskeren, 2016) ISBN 978-3-492-21854-2.

### Eddie-Feber-Reihe
1. 2024: Familienbande (Drepende Drage, Angrende Hund, 2022) ISBN 978-3-98750-057-2.
2. 2024: Der Nachtläufer (Natteløperen, 2022) ISBN 978-3-98750-047-3.
3. 2023: Farvel, Farah Diba
4. 2024: I begynnelsen var mørket

### Andere Werke
- 1992 I et annet lys
- 1994 Søylen
- 1999 De gales hus
- 2003 Natt til fjerde november
- 2006 Brudd
- 2011 Jeg kan se i mørket
- 2012 Natten er et annet land
- 2014 En mørk fløytetone: festskrift til Karin Fossum (Essays, Cappelen Damm)
- 2015 Vi som er døde (Lyrik, Cappelen Damm)

### Hörspiele
- Fremde Blicke. Bearbeitung: Andrea Czesienski. Komposition: Hanna Hartman. Regie: Götz Naleppa. Prod.: Deutschlandradio Berlin, 2001. ISBN 3-89813-205-6.
- Wer den Wolf fürchtet. Bearbeitung: Andrea Czesienski. Komposition: Thomas Gerwin. Regie: Götz Naleppa. Prod.: DLR Berlin, 2003. ISBN 3-89813-391-5.
- Dunkler Schlaf. Bearbeitung: Andrea Czesienski. Komposition: Thomas Köner. Regie: Götz Naleppa. Prod.: DLR Berlin, 2004. ISBN 3-89813-569-1.

## Belege
1. ↑  Fossum, Norway's bestselling "queen of crime", brings literary elegance and moral ambiguity to the detective novel, Christian House für The Independent vom 12. Juli 2009, abgerufen am 3. August 2014.

| Personendaten    | Personendaten                |
| ---------------- | ---------------------------- |
| NAME             | Fossum, Karin                |
| KURZBESCHREIBUNG | norwegische Schriftstellerin |
| GEBURTSDATUM     | 6. November 1954             |
| GEBURTSORT       | Sandefjord, Norwegen         |